# Ophiobolus anthrisci
Ophiobolus anthrisci är en svampart som först beskrevs av L. Holm, och fick sitt nu gällande namn av L. Holm 1957. Enligt Catalogue of Life ingår Ophiobolus anthrisci i släktet Ophiobolus,  och familjen Leptosphaeriaceae, men enligt Dyntaxa är tillhörigheten istället släktet Ophiobolus,  och familjen Phaeosphaeriaceae. Arten är reproducerande i Sverige. Inga underarter finns listade i Catalogue of Life.